# Fetuin
Fetuine sind Blutproteine, die in der Leber gebildet und ins Blut sezerniert werden. Sie gehören zur großen Gruppe der Bindeproteine im Blut, die Transport und Verfügbarkeit von Substanzen verschiedenster Art im Blutkreislauf bewerkstelligen. Bekanntester Vertreter dieser Transportproteine ist das Serum-Albumin, das mengenmäßig häufigste Protein im Blutserum erwachsener Tiere. Fetuin kommt dagegen in fötalem Blut in besonders großen Mengen vor. Daher stammt auch der Name Fetuin (lat. fetus). In fötalem Rinderserum ist beispielsweise mehr Fetuin als Albumin enthalten, im Serum erwachsener Tiere dagegen viel mehr Albumin als Fetuin.

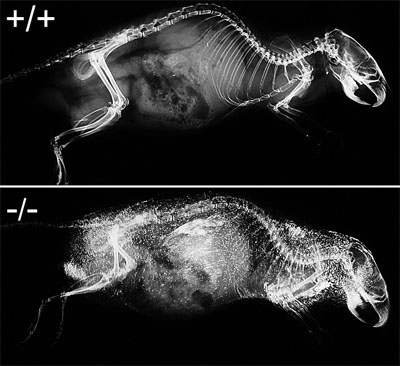
Röntgenbilder einer Fetuin-A knockout Maus (-/-) im Vergleich zu einer normalen Maus (+/+), dem sogenannten Wildtyp

Fetuine sind Mitglieder einer Familie von Proteinen, die in der Evolution durch Genverdopplung und Austausch von Gensegmenten aus dem kleineren Protein Cystatin hervorgingen. Fetuine gehören damit zur sogenannten Cystatin-Superfamilie von Proteinen, zu denen auch das Histidin-reiche Glykoprotein (HRG) und die Kininogene (KNG) gehören.
Humanes α2-HS-Glykoprotein (genetisches Symbol AHSG) ist synonym bekannt als α2-HS, A2HS, AHS, HSGA und Fetuin-A. Fetuin-A ist in einer Kopie im Genom vorhanden. 2000 wurde im Mensch-, Ratten- und Mausgenom das eng verwandte Fetuin-B entdeckt. Wie Fetuin-A wird Fetuin-B überwiegend von der Leber gebildet, aber auch von einer Reihe weiterer sekretorischer Organe. Fetuine gibt es in allen bisher untersuchten Wirbeltier-Genomen einschließlich Fischen und Reptilien.

## Vertreter
Es sind derzeit zwei verschiedene Fetuine bekannt: Fetuin-A und Fetuin B.

### Fetuin-A
Die Funktion von Fetuin-A im Körper wurde durch Gen-knockout in Mäusen aufgeklärt. Die Verfütterung einer mineralreichen Diät rief in diesen Mäusen Kalzifizierung von Lunge, Herz und Nieren hervor. Drastische Ausmaße erreichte die Kalzifizierung, als der Fetuin-A knockout in Mäuse dem genetischen Hintergrund DBA/2 eingekreuzt wurde. Dieser Mausstamm neigt von Natur aus dazu, verletztes Gewebe zu verkalken. Der Fetuin-A-Mangel verstärkte die Verkalkungsneigung ganz dramatisch und zwar völlig ohne mineralreiche Diät. Daher wird Fetuin-A als ein potenter Hemmstoff gegen Verkalkung im Blut angesehen. Diese Art der Verkalkung ist extrem selten und lässt sich am ehesten mit dem Krankheitsbild der Calciphylaxie vergleichen. Sie hat mit der landläufig bekannten Arterienverkalkung, der Arteriosklerose nur indirekt zu tun.
Fetuin-A wird in einer verfetteten Leber vermehrt gebildet. Fetuin-A hemmt Adiponektin und erhöht den Spiegel von Tumor-Nekrose-Faktor-alpha (TNFα), welcher eine inflammatorische (entzündungsfördernde) Wirkung auf die Blutgefäße hat. Fetuin-A bindet an Insulinrezeptoren in Muskulatur und Fettzellen und trägt zu einer Insulinresistenz bei. Personen mit hohen Fetuin-A Werten weisen ersten Studien zufolge ein etwa 3- bis 4-fach erhöhtes Schlaganfall- und Herzinfarktrisiko auf. Eine Studie an Dialysepatienten zeigte bei Probanden mit aufgrund eines genetischen Polymorphismus erniedrigten Fetuin-A-Werten auch eine signifikant erhöhte Entzündungsaktivität, Gefäßverkalkung und ein erhöhtes Risiko für einen kardiovaskulär und auch nicht kardiovaskulär bedingten Tod. Bei Entwicklung eines geeigneten Laborstandards ist Fetuin-A damit möglicherweise als unabhängiger Marker für kardiovaskuläre Risiken geeignet.

### Fetuin-B
Fetuin B besitzt eine wichtige Rolle bei der Regulation der Zona pellucida; das Protein hemmt dabei Ovastacin, welches die Zona pellucida auch schon vor dem Eindringen eines Spermiums verhärten lässt. Weibliche Mäuse ohne Fetuin-B sind – trotz normaler Entwicklung und Funktion der Eierstöcke – unfruchtbar.